# 李從益
李从益（931年—947年6月24日），中国五代十国后唐第二代明宗皇帝李嗣源的幼子。

## 生平
李從益是明宗之子，被王淑妃收養，後封為许王。李从益乳母司衣王氏，年輕貌美，见明宗已老，秦王李从荣握兵，想归附李从荣，说：“兒思秦王。”当时李从益已四岁，司衣王氏又数次教李从益自言要求见秦王。明宗派乳母带着李从益往来秦府，司衣王氏遂与李从荣私通，李从荣通过王氏伺察宫中的动静。李从荣已死，司衣王氏口出怨言，说秦王派兵入宫保卫天子，但以谋反被诛。闵帝李从厚知道后，大怒，赐司衣王氏死。
不久明宗继子潞王李从珂推翻闵帝登基，是为末帝；明宗女婿河东节度使石敬瑭起兵，借口称末帝既非明宗亲生，应该把皇位还给明宗的亲子李从益。石敬瑭兵犯京师，曹太后与废帝李从珂自焚而死，而王太妃与许王李从益及其妹藏在鞠院以免死难。
石敬瑭即位为晋高祖，迁都汴京。天福四年（939年）九月癸未，石敬瑭以郇国三千户封唐许王李从益为郇国公，以奉唐朝包括后唐的祭祀，服色、旌旗一依旧制。太常议立庄宗、明宗、愍帝三室，以至德宫为庙；诏立高祖、太宗，为五庙，使李从益岁时主祠。
出帝石重贵即位，太妃母子都回洛阳。契丹入侵京师，赵延寿所娶得明宗女儿兴平公主已死，耶律德光为赵延寿娶李从益之妹，是为永安公主。耶律德光拜李从益为彰信军节度使，李从益力辞，不至官，与太妃都回洛阳。
耶律德光北归，留萧翰守汴州。汉高祖刘知远起兵太原，萧翰想要北归，但是担心中原无主、军民大乱，于是诈称契丹主命，派人召李从益，任命李从益为“知南朝军国事”。李从益母子逃到徽陵，以躲避使者，使者迫使他们前往洛阳。李从益坐在崇元殿上，萧翰率契丹诸将在殿上拜，晋群臣在殿下拜。群臣谒见太妃，太妃说：“吾家子母孤弱，为翰所迫，此岂福邪？祸行至矣！”以王松、赵遠为左右丞相，李式、翟光鄴为枢密使，燕将刘祚为侍卫亲军都指挥使。萧翰留契丹兵千人给刘祚而去。
刘知远拥兵南下，李从益派人召高行周、武行德等人抵御，高行周等人不至，李从益与王松计划以燕兵闭城自守。太妃说：“吾家亡国之余，安敢与人争天下！”派人上书迎刘知远。刘知远听说他曾经召高行周而不至，就派遣郭从义先入京师杀太妃母子。太妃临死大呼：“吾家母子何罪？何不留吾兒，使每岁寒食持一盂饭洒明宗坟上。”闻者悲之。李从益死时年十七岁。